# Millerozyma farinosa
Millerozyma farinosa (synonym Pichia farinosa) är en jästsvamp som tillhör den stora gruppen sporsäcksvampar.
M. farinosa är en del av människans munflora (orala mycobiom), och som normalt inte orsakar någon skada. Tvärtom har M. farinosa visat sig kunna erbjuda ett botemedel mot torsk.
Arten hittas också vanligtvis i fermenterat livsmedel så som sake och miso. Arten används också inom bioteknologin för att producera stora mängder av ämnena xylitol och glycerol.

## Systematik
Millerozyma farinosa är en svampart som först beskrevs av Lindner, och fick sitt nu gällande namn av Kurtzman & M. Suzuki 2010. Millerozyma farinosa ingår i släktet Millerozyma och familjen Debaryomycetaceae.   Inga underarter finns listade i Catalogue of Life.
Arten uppträder i fyra klader, som haploida kloner och diploida hybrider mellan kladerna. Det pågår en diskussion om en femte klad ska ingå i arten eller klassificeras som en egen art M. miso.
M. farinosa tillhör divisionen sporsäcksvampar (Ascomycota). Det är en stor grupp svampar som innehåller en knapp tredjedel av samtliga kända svamparter. De flesta sporsäcksvampar tillhör de så kallade micromyceterna, “småsvamparna”. I den gruppen hamnar M. farinosa tillsammans med exempelvis encelliga jästsvampar och penselmögel.

## Ekologi och utbredning
M. farinosa förekommer vanligtvis i mat och drycker som exempelvis öl och sojasås. Arten är halotolerant vilket innebär att den är anpassad till miljöer med hög salthalt. M. farinosa förekommer också i människans mun som en del av mikrobiomet. Den klassificeras som en kommensal, en organism som utnyttjar en annan organism utan att orsaka någon skada på värden. Ny forskning har visat att den lever i ett konkurrensförhållande med andra organismer i munnens mikrobiom, bland andra Candida albicans som orsakar torsk, en vanlig åkomma som ofta drabbar HIV-infekterade personer och personer med andra immunrelaterade störningar. Preliminära försök visar att toxiner som bildas av M. farinosa är effektiva som botemedel mot just torsk (oral candidiasis).
Förekomsten av mikrosvampar i munnen hos HIV-infekterade personer har visats skilja sig åt mot förekomsten hos dem som inte är infekterade av HIV. Bland undersökta HIV-infekterade personer var sporsäcksvampar inom släktena i Candida, Epicoccum och Alternaria vanligast, medan de vanligaste mikrosvamparna hos övriga personer var sporsvampsläktena Candida, Millerozyma (Pichia) och Fusarium. Vidare upptäcktes att en minskad mängd Millerozyma var korrelerad med ökad mängd Candida i munnen. Det ledde till experiment som visade att Millerozyma och Candida lever i ett konkurrensförållande, och att Millerozyma konkurrerar ut Candida i miljöer där de båda vistas samtidigt. I studien klassificerades Millerozyma arten som Pichia farinosa, vilket är ett äldre namn (synonym) på Millerozyma farinosa. Candida albicans var den vanligast förekommande Candida-arten hos personerna som deltog i studien. Genom experimenten visades att M. farinosa vinner över C. albicans i kampen om näring och att M. farinosa utsöndrar ett proteinbaserat medium kallat ”Pichia spent medium”, PSM, som inhiberar tillväxt av C. albicans och dess förmåga att bilda biofilm.
In vivo-experiment har också utförts på möss med oral candidiasis. Behandling med PSM gjorde att mössen uppvisade betydligt lägre grad av infektion än möss som inte behandlats med PSM.